# Catherine Sutherland
Catherine Jane Sutherland (Blacktown, 24 ottobre 1974) è un'attrice australiana.
È nota soprattutto per aver interpretato Kat Hillard nel franchise dei Power Rangers.

## Filmografia parziale

### Cinema
- Turbo Power Rangers - Il film (Turbo: A Power Rangers Movie), regia di David Winning (1997)
- The Cell - La cellula (The Cell), regia di Tarsem Singh (2000)

### Televisione
- Power Rangers (Mighty Morphin Power Rangers) - serie TV, 17 episodi (1995)
- Power Rangers Zeo - serie TV, 50 episodi (1996)
- Power Rangers Turbo - serie TV, 17 episodi (1997)
- Power Rangers - Una volta e per sempre (Mighty Morphin Power Rangers: Once & Always), regia di Charlie Haskell - film TV (2023)

## Doppiatrici italiane
- Elisabetta Spinelli in Turbo Power Rangers - Il film,  Power Rangers - Una volta e per sempre